# بحيرة كامب
بحيرة كامب هي بحيرة صغيرة تقع في برية المغتربين في مقاطعة تولومن،، ما يقرب من 10 كم (6.2 ميل) شمال منتزه يوسيميتي الوطني. يمكن الوصول إليها فقط للمتجولون والفرسان.
في ما مضى كانت بحيرة جيدة لصيد الأسماك مثل سمك السلمون المرقط. البحيرة عانت من كل من فصلي الشتاء والصيف، وتعتمد على النباتات السنوية للحفاظ على الثروة السمكية. البحيرة لم تعد تحتوي سمك السلمون المرقط.

## وصلات خارجية
- Gong, Kevin. Kevin's Hiking Page. 28 Mar. 2001. 21 Oct 2006.
- Lowe, Jim. High Country Flyfisher.com 2002-06-09.